# Koothanallur
Koothanallur är en ort i Indien.   Den ligger i distriktet Thiruvarur och delstaten Tamil Nadu, i den södra delen av landet, 2 000 km söder om huvudstaden New Delhi. Koothanallur ligger 14 meter över havet och antalet invånare är 23 257.
Terrängen runt Koothanallur är mycket platt. Runt Koothanallur är det tätbefolkat, med 570 invånare per kvadratkilometer. Närmaste större samhälle är Mannargudi, 9,3 km sydväst om Koothanallur. Trakten runt Koothanallur består till största delen av jordbruksmark.